# فورد تری‌موتور
فورد تری‌موتور یک هواپیمای ترابری سه‌موتوره آمریکایی است. تولید آن در سال ۱۹۲۵ توسط شرکت‌های هنری فورد آغاز شد و در ۷ ژوئن ۱۹۳۳ به پایان رسید. در مجموع ۱۹۹ دستگاه فورد تری‌موتور ساخته شد. این هواپیما برای بازار هوانوردی غیرنظامی طراحی شده بود، اما در واحدهای نظامی نیز مورد استفاده قرار گرفت.

## مشخصات فنی
داده‌ها از Flight International 14 November 1930
ویژگی‌های عمومی
- خدمه: 3 (pilot, co-pilot, flight attendant)
- ظرفیت: 11 passengers
- طول: ۴۹ فوت ۱۰ اینچ (۱۵٫۱۹ متر)
- پهنای بال: ۷۴ فوت ۰ اینچ (۲۲٫۵۶ متر)
- ارتفاع: ۱۱ فوت ۹ اینچ (۳٫۵۸ متر)
- طول کابین: ۱۶ فوت ۳ اینچ (۵ متر)
- عرض کابین (متوسط): ۴ فوت ۶ اینچ (۱ متر)
- ارتفاع کابین (متوسط): ۶ فوت ۰ اینچ (۲ متر)
- حجم کابین: ۴۶۱ فوت مکعب (۱۳ متر مکعب)
- وزن خالی: ۶٬۵۰۰ پوند (۲٬۹۴۸ کیلوگرم)
- وزن ناخالص: ۱۰٬۱۳۰ پوند (۴٬۵۹۵ کیلوگرم)
- ظرفیت سوخت: ۲۳۱ گالون آمریکایی (۱۹۲ گالون بریتانیایی؛ ۸۷۴ لیتر)
- ظرفیت روغن: ۲۴ گالون آمریکایی (۲۰ گالون بریتانیایی؛ ۹۱ لیتر)
- پیشرانه: ۳ عدد 9-cylinder air-cooled radial piston engines Wright J-6-9 Whirlwind, ۳۰۰ اسب بخار (۲۲۰ کیلووات)  در هر موتور for take-off
- ملخ‌ها: دوملخه fixed-pitch propellers

عملکرد
- حداکثر سرعت: ۱۳۲ مایل بر ساعت (۲۱۲ کیلومتر بر ساعت، ۱۱۵ گره)
- سرعت کروز: ۱۰۷ مایل بر ساعت (۱۷۲ کیلومتر بر ساعت، ۹۳ گره) at 1,700 rpm
- سرعت واماندگی: ۵۷ مایل بر ساعت (۹۲ کیلومتر بر ساعت، ۵۰ گره)
- بُرد: ۵۷۰ مایل (۹۲۰ کیلومتر، ۵۰۰ مایل دریایی)
- حداکثر ارتفاع: ۱۶٬۵۰۰ فوت (۵٬۰۰۰ متر)
- سقف پرواز مطلق: ۱۸٬۶۰۰ فوت (۵٬۶۶۹ متر)
- سقف پرواز مطلق با دو موتور: ۷٬۱۰۰ فوت (۲٬۱۶۴ متر)
- نرخ صعود: ۹۲۰ فوت بر دقیقه (۴٫۷ متر بر ثانیه)
- زمان اوج‌گیری: ۷٬۲۰۰ فوت (۲٬۱۹۵ متر) in 10 minutes

## همچنین ببینید
- فوکر اف.۷
- یونکرس گ ۲۴
- یونکرس گ ۳۱

### کتابشناسی - فهرست کتب
- Andrade, John. U.S. Military Aircraft Designations and Serials since 1909.  Hinckley, Leicestershire, UK: Midland Counties Publications, 1979. شابک ‎۰−۹۰۴۵۹۷−۲۲−۹ISBN 0-904597-22-9.
- Barth, Jack E. "Talkback". Air Enthusiast, No. 10, July–September 1979, p. 79. ISSN 0143-5450ISSN 0143-5450
- Best, Martin S. (Summer 2007). "The Development of Commercial Aviation in China: Part 2 : China National Aviation Corporation (pre-WWII)". Air-Britain Archive. pp. 51–80. ISSN 0262-4923.
- Head, Jeanine M. and William S. Pretzer. Henry Ford: A Pictorial Biography. Dearborn, Michigan: Henry Ford Museum & Greenfield Village, 1990. No ISBN.
- Hoy, Bruce D. (April–July 1980). "Talkback". ایر انتوزیاست. No. 12. pp. 49–50. ISSN 0143-5450.
- Larkins, William T. The Ford Tri-Motor, 1926–1992. Atglen, Pennsylvania: Schiffer Publishing, 1992. شابک ‎۰−۸۸۷۴۰−۴۱۶−۲ISBN 0-88740-416-2.
- Larkins, William T. (April–July 1980). "Talkback". ایر انتوزیاست. No. 12. p. 50. ISSN 0143-5450.
- March, Daniel L. British Warplanes of World War II. London: Aerospace Publishing, 1998. شابک ‎۱ ۸۷۴۰۲۳−۹۲−۱ISBN 1 874023-92-1.
- O'Callaghan, Timothy J. The Aviation Legacy of Henry & Edsel Ford. Ann Arbor, Michigan: Proctor Publications, 2002. شابک ‎۱−۹۲۸۶۲۳−۰۱−۸ISBN 1-928623-01-8.
- O'Leary, Michael. "When Fords Ruled the Sky (Part Two)". Air Classics, Volume 42, No. 5, May 2006.
- Winchester, Jim, ed. "Ford Trimotor". Civil Aircraft (The Aviation Factfile). London: Grange Books plc, 2004. شابک ‎۱−۸۴۰۱۳−۶۴۲−۱ISBN 1-84013-642-1.
- Wynne, H. Hugh. The Motion Picture Stunt Pilots and Hollywood's Classic Aviation Movies. Missoula, Montana: Pictorial Histories Publishing Co., 1987. شابک ‎۰−۹۳۳۱۲۶−۸۵−۹ISBN 0-933126-85-9.

## جهت مطالعه
- Lee, John G. (Summer 2014). "Early Days of the Ford Trimotor: Recollections of a Participant". AAHS Journal. American Aviation Historical Society. 59 (52): 128–134.
- Towle, Tom (Summer 2014). "Designing the Ford Trimotor". AAHS Journal. American Aviation Historical Society. 59 (52): 122–127.
- Weiss, David A. The Saga of the Tin Goose: The Story of the Ford Trimotor. Brooklyn, New York: Cumberland Enterprises, Incorporated, 1996. شابک ‎۰−۹۶۳۴۲۹۹−۲−۲ISBN 0-9634299-2-2.
- Litwak, Jerry: 'Skinning a Tin Goose ... the hard way'. Pages 251 and 252 of 'Air International' magazine, May, 1978 describe the rebuilding of Scenic Airway's Tin Goose 5AT, owned by John Seibold, after it groundlooped in Nevada on February 6, 1977. Per the article, it was supposedly ready to fly again by late 1978.